# Healey Building
El Healey Building es un rascacielos histórico de la ciudad de Atlanta, en el estado de Georgia (Estados Unidos). Construido en el 57 Forsyth Street NW en el distrito Fairlie-Poplar, fue el último rascacielos importante construido en esa ciudad durante el boom de la construcción anterior a la Primera Guerra Mundial. La estructura de 16 pisos y 62,71 metros de altura fue construida entre 1913 y 1914. Fue diseñada en estilo neogótico por el estudio de arquitectura Morgan & Dillon con la ayuda de Walter T. Downing.

## Historia
Originalmente se planeó con dos torres enfrentadas conectadas por un atrio, que ocuparía toda una manzana. La torre este a lo largo de Broad Street nunca se construyó debido a la Primera Guerra Mundial y la posterior muerte del propietario William T. Healey (hijo del desarrollador Thomas G. Healey) en 1920.
El edificio permaneció en manos de la familia Healey hasta 1972. El 8 de agosto de 1977 fue incluido en el Registro Nacional de Lugares Históricos. Desde 1991 ha disfrutado del estatus de monumento local.  Fue renovado en 1988 por los arquitectos Stang y Newdow. En 2001, los pisos superiores se convirtieron en condominios residenciales, mientras que los inferiores albergan galerías, tiendas y restaurantes.

## Galería

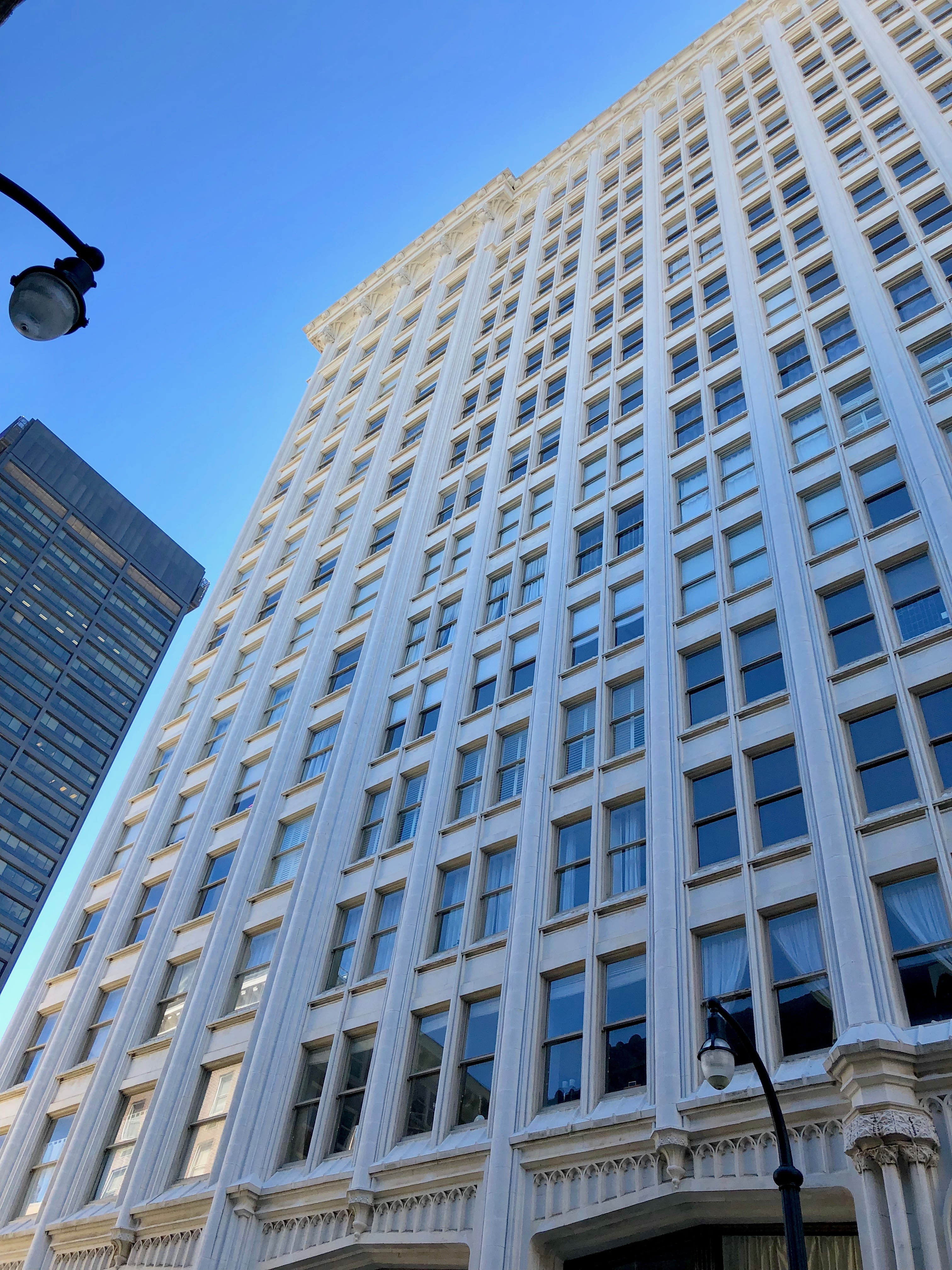
Fachada de Forsyth Street
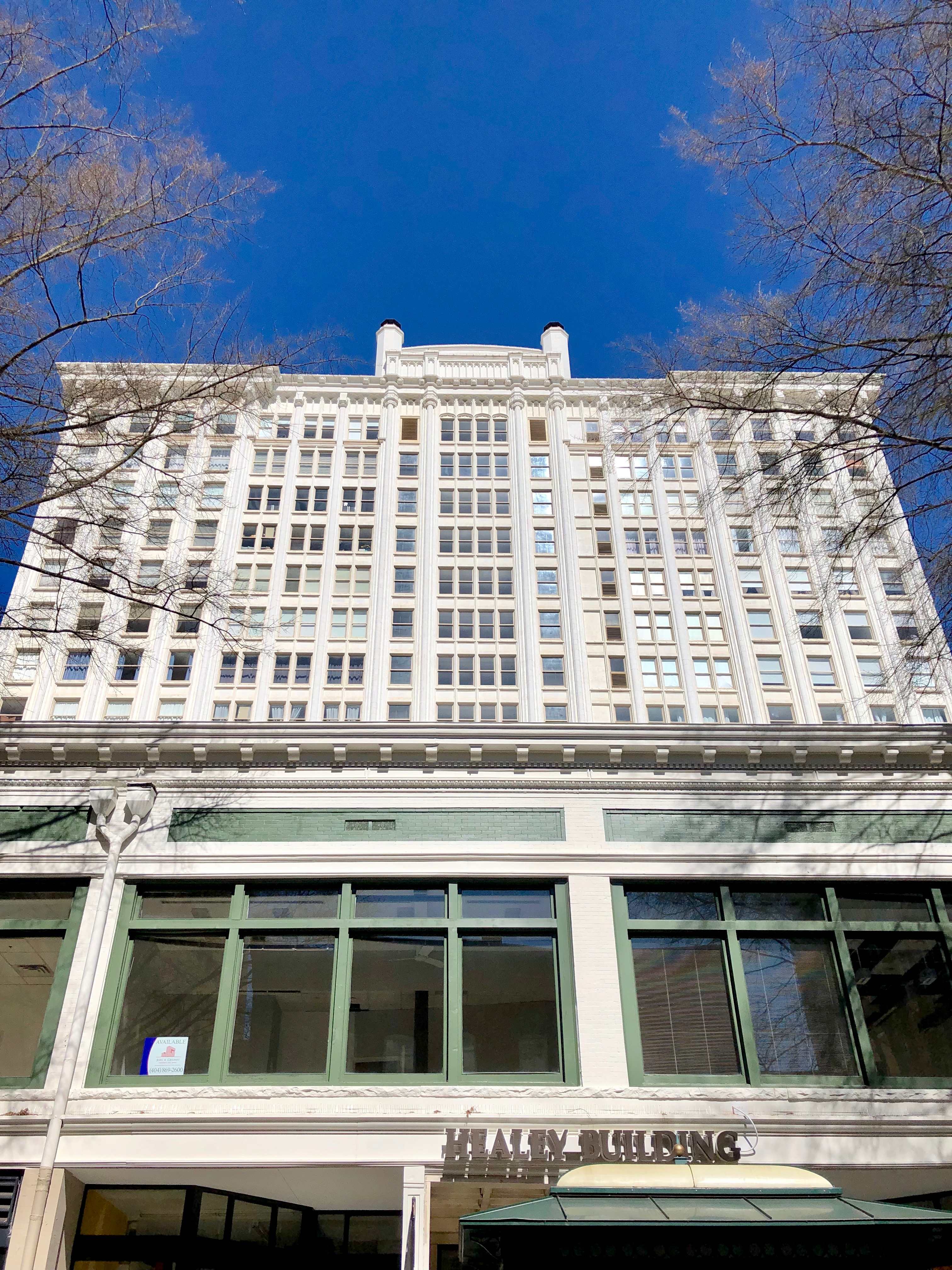
Vista desde Broad Street
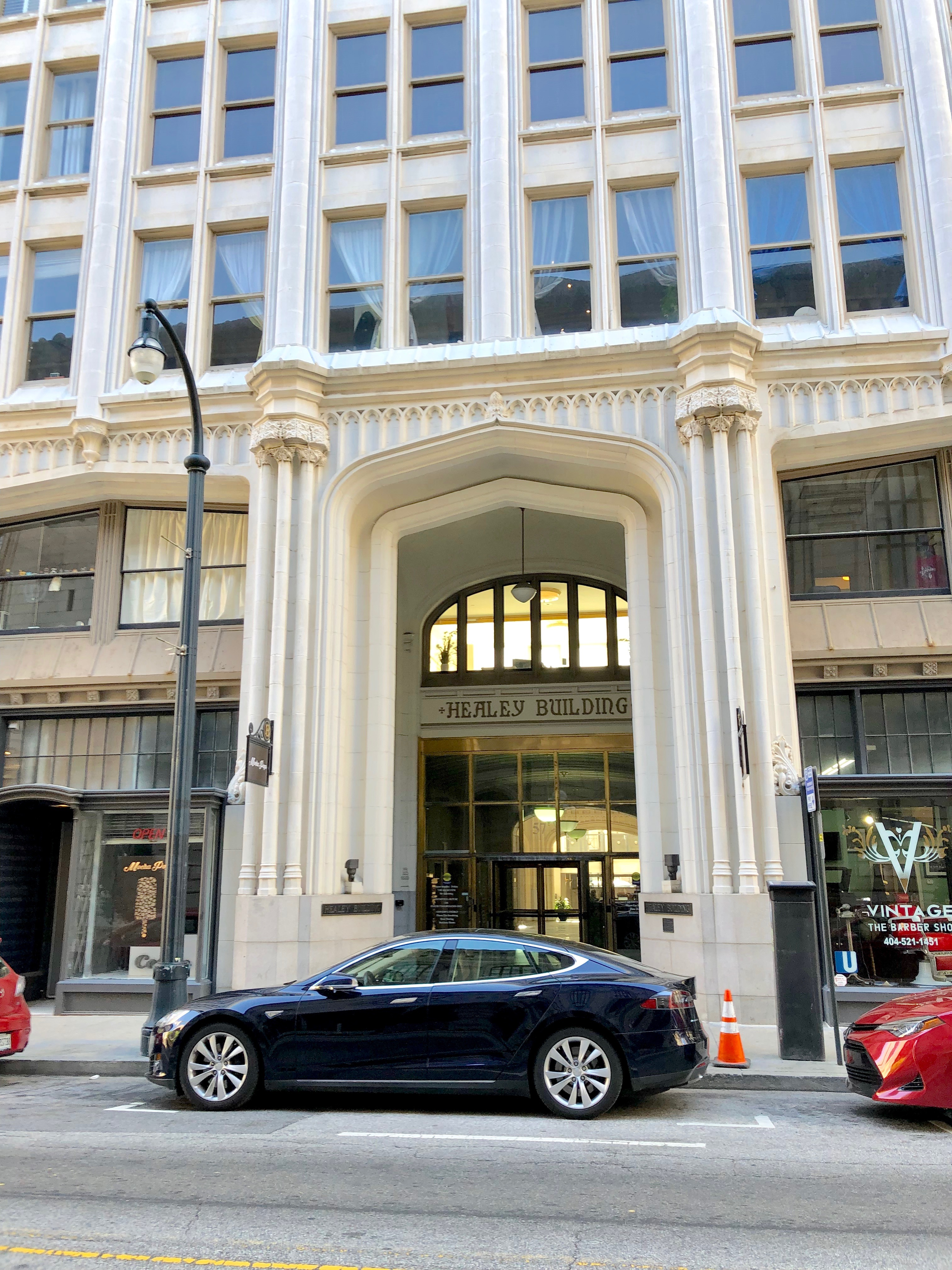
Entrada principal de Forsyth Street
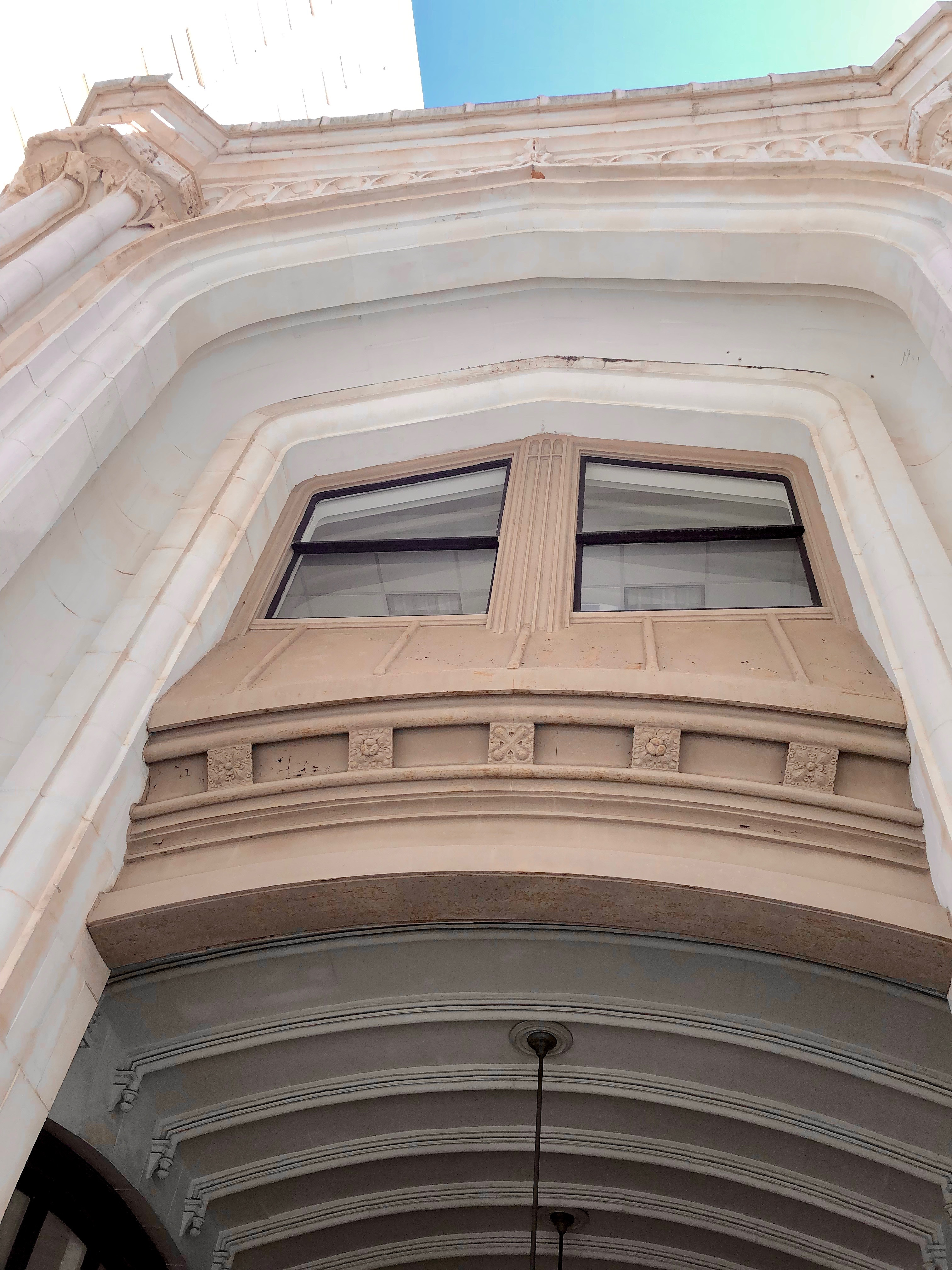
Ventana en la entrada de Walton Street
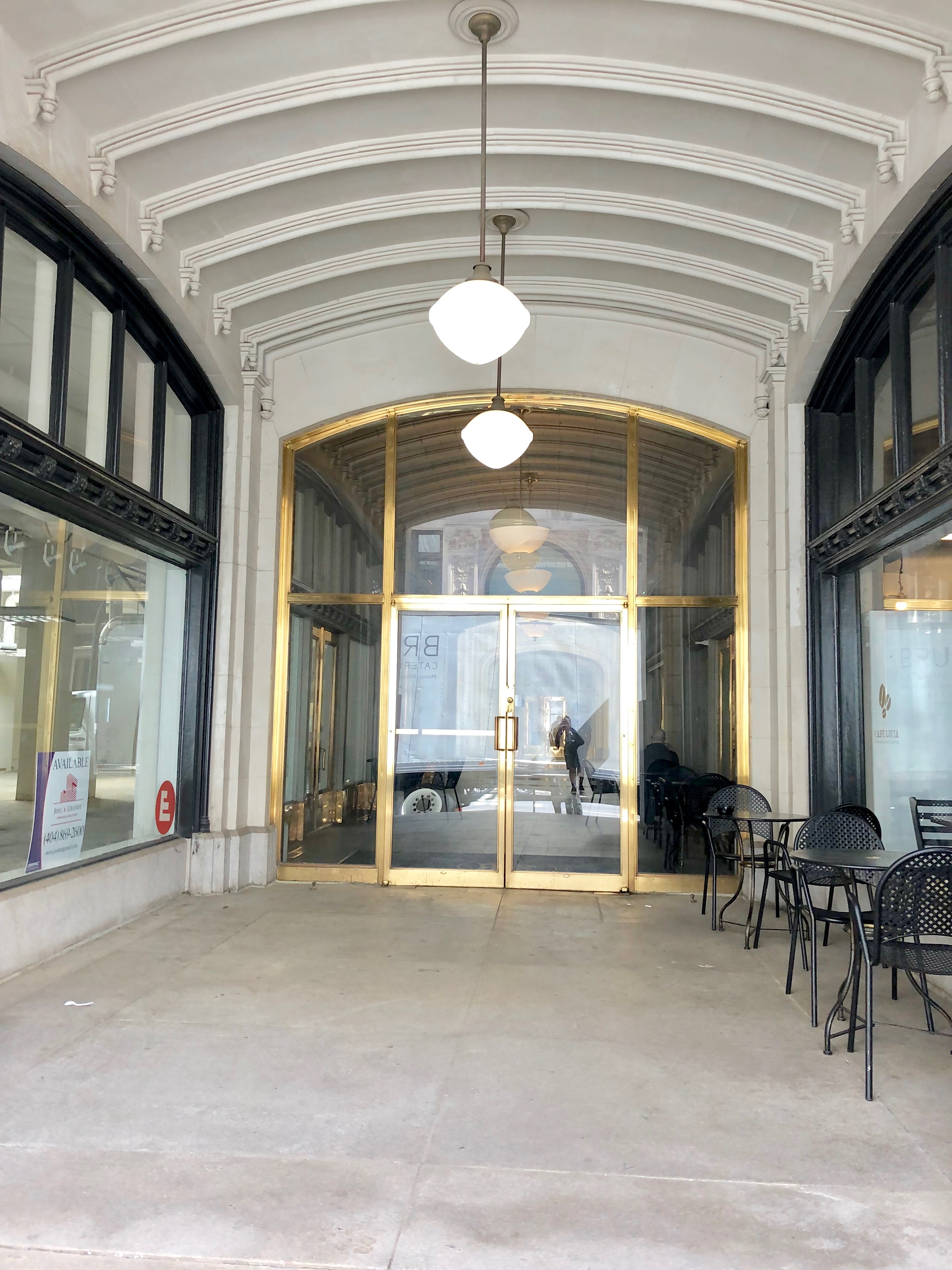
Bóveda en la entrada de Walton Street